# Lähevere
Lähevere – wieś w Estonii, w prowincji Järva, w gminie Koigi.